# MIEV

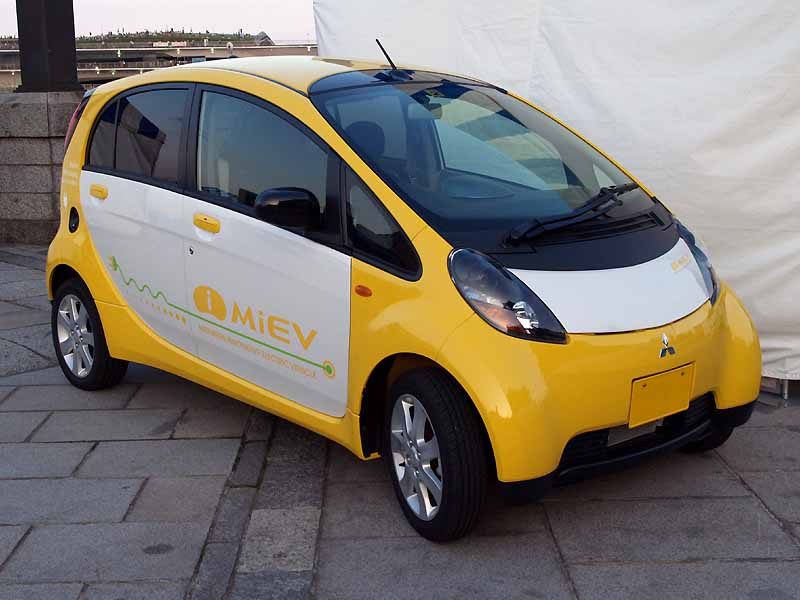
Mitsubishi i-MiEv

MIEV (Mitsubishi In-wheel motor Electric Vehicle – wewnątrzkołowy system napędu elektrycznego) – testowany przez Mitsubishi układ napędu bazujący na litowo-jonowych bateriach i czterech silnikach elektrycznych zamontowanych w kołach.
System wykorzystywany jest w samochodzie Mitsubishi i-MiEV oraz bliźniaczych Peugeot iOn i Citroën C-ZERO.